# Gat rex alemany
El gat rex alemany o german rex és una raça de gat domèstic amb una constitució similar a la del gat comú europeu. Són gats molt amistosos i prenen afecte ràpidament al seu amo.

## Origen
El primer rex alemany era Kater Munk, un gat de la família d'Erna Schneider, que va ser portat el 1930 o 1931 a un llogaret prop de Königsberg (actualment Kaliningrad, Rússia). Munk va repartir els seus gens abundantment entre la població felina del llogaret fins a la seva mort el 1944 o 1945.
L'estiu del 1951, un doctor de Berlín-Buch (districte de Pankow), Rose Scheuer-Scheuer-Karpin, va veure un gat arrissat negre al jardí de l'hospital de Hufelandklinik. El personal de la clínica li va dir que el gat estava allà des del 1947. El doctor va nomenar el gat Lämmchen (xai, en alemany). La seva suposició que era el resultat d'una mutació, es va demostrar que era correcta. Així Lämmchen és el primer espècimen d'aquests gats i l'avantpassat matern de tots els Rex alemanys actuals.
No se sap certament com Lämmchen es relaciona amb Munk, només que aquesta és la mutació alemanya de Rex, en el mateix gen que en el Rex de Cornualla, i que és recessiu, apareixent només quan tots dos són "rex". Munk és el primer gat documentat a fons de la raça.
La criança del Rex alemany estava en crisi als mitjans dels anys setanta, però ara hi ha un grup de criadors afiliats a Alemanya, Finlàndia, Suïssa, Rússia, Dinamarca i Països Baixos que estan restablint la casta.

## Característiques
Són de mida mitjana i amb les potes primes i una longitud mitjana. El cap és rodó amb les galtes ben desenvolupades i orelles grans i obertes. Els ulls són de mida mitjana en els colors relacionats amb el color de la capa. La capa és sedosa i curta, amb una tendència a arrissar-se. Els bigotis també s'encrespen, encara que menys fortament i poden ser gairebé rectes. Tots els colors de la capa, incloent blanc, es permeten. El desenvolupament del cos és més pesat que el Rex de Cornualla, més com el gat de pèl curt europeu. Són animats, juganers, intel·ligents, molt afectuosos i afables. Els agraden les acrobàcies, que repeteixen repetides vegades amb un gaudi enorme. El seu temperament és com el del rex de Cornualla.